# Drottning Silvias barnsjukhus

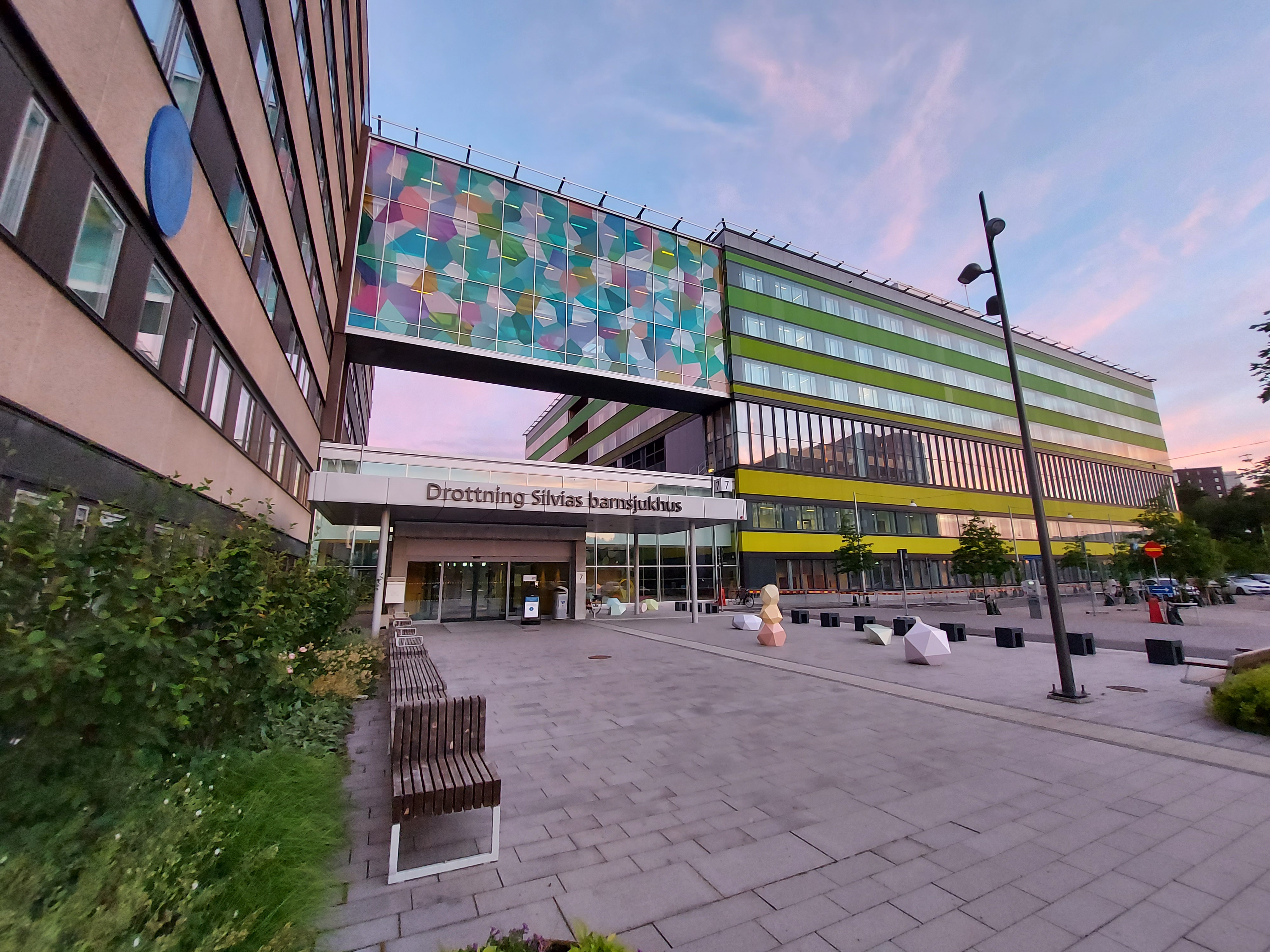
Drottning Silvias barnsjukhus vid Östra Sjukhuset i Göteborg. Den nya sjukhusdelen och entrén färdigställdes under 2021.

Drottning Silvias barnsjukhus är ett akutsjukhus för barn och ungdomar och en del av Sahlgrenska universitetssjukhuset. Upptagningsområdet för länssjukvård är Göteborgsområdet, Västra Götalands län för regionsjukvård och hela landet för nationell högspecialiserad vård. Verksamheten bedrivs i sin nuvarande form sedan 1997 i det gamla Östra sjukhuset i Göteborg. Drottning Silvias barnsjukhus är Sveriges största barnsjukhus med 1900 anställda och cirka 45 000 patientbesök om året. Drottning Silvias barnsjukhus utgör den samlade barnsjukvården inom Sahlgrenska Universitetssjukhuset. Sjukhuset har ett komplett vårdutbud med alla dess delar från akutvård till högspecialiserad vård. Utöver vård bedrivs forsknings- och utbildningsverksamhet.

## Historik
Det första särskilda barnsjukhuset i Göteborg anlades 1859 och låg på Östra Hamngatan. 1866 flyttade verksamheten till Haga. 1909 uppfördes istället ett särskilt barnsjukhus i anslutning till Sahlgrenska sjukhuset, Annedalskliniken. 1973 hade verksamheten vuxit ur lokalerna och barnkliniken flyttade ut till det nybyggda Östra sjukhuset. När Sahlgrenska universitetssjukhuset bildades 1997 efter en sammanläggning av Sahlgrenska sjukhuset, Mölndals sjukhus och Östra sjukhuset samordnades all barnsjukvård i Östra sjukhuset. Verksamheten fick sitt namn 1999. År 2015 togs första spadtaget för en ny sjukhusdel på 31 000 kvadratmeter, och de första patienterna flyttade in i den nya sjukhusdelen under 2021.